# Claude Harmon
Claude Harmon, né le 14 juillet 1916 à Savannah (États-Unis) et mort le 23 juillet 1989 à Houston (États-Unis), est un golfeur professionnel américain.
Professionnel dans les années 1940 et 1950, il est l'un des meilleurs golfeurs de cette période remportant quinze victoires professionnelles en comprenant deux sur le circuit de la PGA dont l'édition 1948 du Masters. Après sa carrière, il devient directeur du club de golf de Winged Foot Golf Club dans l'État de New York. Il laisse un héritage dans le golf en faisant de ses trois enfants de grands noms d’entraîneurs de golf.

## Palmarès

### Victoires professionnelles
| N°  | Date       | Circuit principal | Tournoi                       | Score            | Par  | Marge   | Finaliste                |
| --- | ---------- | ----------------- | ----------------------------- | ---------------- | ---- | ------- | ------------------------ |
| 1.  | 1946       | Westchester GA    | Open de Westchester           |                  |      |         |                          |
| 2.  | 1946       | PGA of America    | Championnat Metropolitan PGA  |                  |      |         |                          |
| 3.  | 1947       | Westchester GA    | Open de Westchester           |                  |      |         |                          |
| 4.  | 11/04/1948 | PGA               | The Masters                   | 70-70-69-70=279  | - 9  | 5 coups | Cary Middlecoff          |
| 5.  | 1948       | Westchester GA    | Championnat de Westchester    |                  |      |         |                          |
| 6.  | 1949       | Westchester GA    | Championnat de Westchester    |                  |      |         |                          |
| 7.  | 1951       | PGA of America    | Havana Invitational           | 271              | - 17 | 2 coups | Chick Harbert            |
| 8.  | 10/12/1950 | PGA               | Miami International Four-Ball | Avec Pete Cooper |      |         | Dave Douglas Jim Turnesa |
| 9.  | 1950       | Westchester GA    | Open de Westchester           |                  |      |         |                          |
| 10. | 1951       | Westchester GA    | Open de Westchester           |                  |      |         |                          |
| 11. | 1951       | PGA of America    | Championnat Metropolitan PGA  | 283              |      |         | Pete Cooper              |
| 12. | 1951       | Metropolitan GA   | Open Metropolitan             | 275              |      | 2 coups | Pete Cooper              |
| 13. | 1953       | Westchester GA    | Open de Westchester           |                  |      |         |                          |
| 14. | 1958       | Westchester GA    | Championnat de Westchester    |                  |      |         |                          |
| 15. | 1960       | Westchester GA    | Open de Westchester           |                  |      |         |                          |